# 阿朗库尔 (埃松省)
阿朗库尔（法語：Arrancourt，法語發音：[aʁɑ̃kuʁ] ⓘ）是法国埃松省的一个市镇，属于埃唐普区。

## 地理
阿朗库尔（48°20'32"N, 2°9'40"E）面积7.4 平方千米，位于法国法蘭西島大區埃松省，该省份为法国北部内陆省份，北起上塞纳省和马恩河谷省，西接厄尔-卢瓦省和伊夫林省，南至卢瓦雷省，东临塞纳-马恩省。
与阿朗库尔接壤的市镇（或旧市镇、城区）包括：阿贝维尔-拉里维耶尔、帕讷西耶尔、塞迈斯、圣西尔拉里维耶尔、勒梅雷维卢瓦。

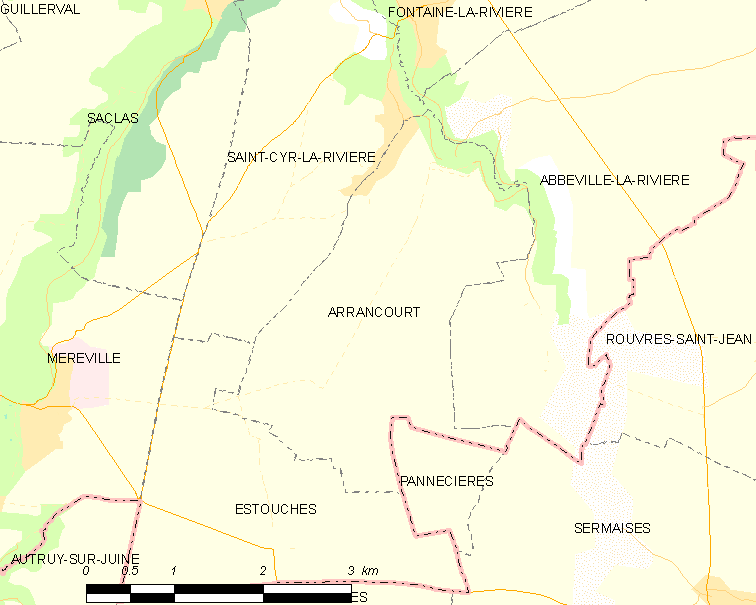
的OSM定位图

阿朗库尔的时区为UTC+01:00、UTC+02:00（夏令时）。

## 行政
阿朗库尔的邮政编码为91690，INSEE市镇编码为91022。

## 政治
阿朗库尔所属的省级选区为埃唐普县。

## 人口

1962-2008年间人口变化图示

阿朗库尔于2022年1月1日时的人口数量为119人。